# Angela Hill
Angela Hill (Condado de Prince George's, 10 de dezembro de 1986) é uma lutadora norte-americana de artes marciais mistas, que compete no Peso-Palha Feminino. Ela já lutou no Invicta Fighting Championships, onde foi a campeã peso-palha. Ela também é ex-campeã da World Kickboxing Association. Hill atualmente luta no Ultimate Fighting Championship. A partir de 31 de julho de 2017, a Fight Matrix classifica Hill como a lutadora peso-palha número #8 do MMA feminino mundial.

## Antecedentes
Hill tem um bacharelado em artes plásticas, na escola de arte Cooper Union. Antes de se tornar lutadora profissional, ela trabalhou como animadora em estúdios de animação, e como barman.
Hill também é jogadora de videogame e cosplayer, e geralmente aparecia em trajes antes de suas lutas no Invicta. Ela fez cosplay de Dhalsim, Afro Samurai, de morador do Vault Fallout, de um personagem dos The Warriors, entre outros.

## Carreira no MMA

### Começo da carreira
Hill começou sua carreira profissional no MMA em 2014. Ela acumulou uma vitória sobre a futura lutadora do Invicta, Stephanie Skinner.

### The Ultimate Fighter
Em junho de 2014, foi anunciado que Hill fora uma das lutadores selecionadas pelo UFC para participar do The Ultimate Fighter: A Champion Will Be Crowned. Ela enfrentou Carla Esparza, na luta preliminar, e perdeu por finalização no primeiro round.

### Ultimate Fighting Championship
A primeira luta de Hill após o The Ultimate Fighter foi contra Emily Kagan, no The Ultimate Fighter: A Champion Will Be Crowned Finale, em 12 de dezembro de 2014, e ela venceu por decisão unânime. Após isso, perdeu para Tecia Torres, no UFC 188.
Hill enfrentou Rose Namajunas, no UFC 192, em 3 de outubro de 2015. Ela perdeu a luta por finalização técnica no primeiro round. Posteriormente, ela foi demitida da promoção.

### Invicta FC
Em 17 de novembro de 2015, Hill anunciou na sua página oficial do Facebook que assinou com o Invicta FC. Ela fez sua estreia na organização no Invicta FC 15, em 16 de janeiro de 2016, e conseguiu com sucesso uma vitória por TKO sobre Alida Gray, no primeiro round. Hill retornou menos de dois meses depois, em 11 de março de 2016, e nocauteou a ex-desafiante ao cinturão peso-palha, Stephanie Eggink, no segundo round, ganhando seu primeiro bônus de Performance da Noite, como resultado do nocaute.
Hill fez outro rápido retorno para enfrentar a invicta e campeã peso-palha da promoção, Lívia Renata Souza, pelo cinturão, no Invicta FC 17, em 7 de maio de 2016. Ela ganhou a luta por decisão dividida e tornou-se a nova Campeã Peso-Palha do Invicta FC.

### Retorno ao UFC
Hill e Jéssica Andrade foram brevemente ligadas a uma luta no UFC 207. No entanto, a luta não se materializou nesse evento, devido a um problema com a USADA, agente da política antidopagem do UFC. Posteriormente, Andrade foi retirada daquele card, e o embate foi reprogramado para o UFC Fight Night: Bermudez vs. Korean Zombie, em 4 de fevereiro de 2017. Andrade ganhou a luta por decisão unânime. Além disso, ambas as lutadoras receberam o prêmio de Luta da Noite.
Hill enfrentou Ashley Yoder, em 7 de julho de 2017, no The Ultimate Fighter 25 Finale. Ela ganhou a luta por decisão unânime.
Hill enfrentou Nina Ansaroff, no UFC Fight Night: Poirier vs. Pettis, em 11 de novembro de 2017, em Norfolk, Virgínia. Ela perdeu a luta por decisão unânime.
Hill enfrentou Maryna Moroz, no UFC on Fox: Emmett vs. Stephens, em 24 de fevereiro de 2018, no Amway Center, em Orlando, Flórida. Ela ganhou a luta por decisão unânime.

## Campeonatos e realizações
- Invicta FC
  - Campeã Peso-Palha do Invicta FC (uma vez)
  - Performance da Noite (três vezes) vs. Alida Gray, Stephanie Eggink, e Lívia Renata Souza
- Ultimate Fighting Championship
  - Luta da Noite (uma vez) vs. Jéssica Andrade

## Cartel no MMA
| Cartel no MMA   |             |             |
| 23 lutas        | 13 vitórias | 10 derrotas |
| Por nocaute     | 5           | 0           |
| Por finalização | 0           | 2           |
| Por decisão     | 8           | 8           |

| Res.    | Cartel | Oponente           | Método                                | Evento                                                  | Data       | Round | Tempo | Local                            | Notas                                                             |
| ------- | ------ | ------------------ | ------------------------------------- | ------------------------------------------------------- | ---------- | ----- | ----- | -------------------------------- | ----------------------------------------------------------------- |
| Derrota | 15-13  | Mackenzie Dern     | Decisão (unânime)                     | UFC Fight Night: Dern vs. Hill                          | 20/05/2023 | 5     | 5:00  | Las Vegas, Nevada                | Luta da Noite.                                                    |
| Vitória | 15-12  | Emily Ducote       | Decisão (unânime)                     | UFC on ESPN: Thompson vs. Holland                       | 03/12/2022 | 3     | 5:00  | Orlando, Flórida                 |                                                                   |
| Vitória | 14-12  | Lupita Godinez     | Decisão (unânime)                     | UFC on ESPN: Vera vs. Cruz                              | 13/08/2022 | 3     | 5:00  | San Diego, California            | Luta em Peso Casado.                                              |
| Derrota | 13-12  | Virna Jandiroba    | Decisão (unânime)                     | UFC on ESPN: Błachowicz vs. Rakić                       | 14/05/2022 | 3     | 5:00  | Las Vegas, Nevada                |                                                                   |
| Derrota | 13-11  | Amanda Lemos       | Decisão (dividida)                    | UFC Fight Night: Lewis vs. Daukaus                      | 18/12/2021 | 3     | 5:00  | Las Vegas, Nevada                | Luta da Noite.                                                    |
| Derrota | 13-10  | Tecia Torres       | Decisão (unânime)                     | UFC 265: Lewis vs. Gane                                 | 07/08/2021 | 3     | 5:00  | Houston, Texas                   |                                                                   |
| Vitória | 13-9   | Ashley Yoder       | Decisão (unânime)                     | UFC Fight Night: Edwards vs. Muhammad                   | 13/03/2021 | 3     | 5:00  | Las Vegas, Nevada                |                                                                   |
| Derrota | 12-9   | Michelle Waterson  | Decisão (dividida)                    | UFC Fight Night: Waterson vs. Hill                      | 12/09/2020 | 5     | 5:00  | Las Vegas, Nevada                | Luta da Noite.                                                    |
| Derrota | 12-8   | Cláudia Gadelha    | Decisão (dividida)                    | UFC on ESPN: Overeem vs. Harris                         | 16/05/2020 | 3     | 5:00  | Jacksonville, Flórida            |                                                                   |
| Vitória | 12-7   | Loma Lookboonmee   | Decisão (unânime)                     | UFC Fight Night: Felder vs. Hooker                      | 22/02/2020 | 3     | 5:00  | Auckland                         |                                                                   |
| Vitória | 11-7   | Hannah Cifers      | Nocaute técnico (socos)               | UFC Fight Night: Blaydes vs. dos Santos                 | 25/01/2020 | 2     | 4:26  | Raleigh, Carolina do Norte       |                                                                   |
| Vitória | 10-7   | Ariane Carnelossi  | Nocaute Técnico (interrupção médica)  | UFC Fight Night: Rodríguez vs. Stephens                 | 21/09/2019 | 3     | 1:56  | Cidade do México                 |                                                                   |
| Derrota | 9-7    | Yan Xiaonan        | Decisão (unânime)                     | UFC 238: Cejudo vs. Moraes                              | 08/06/2019 | 3     | 5:00  | Chicago, Illinois                |                                                                   |
| Vitória | 9-6    | Jodie Esquibel     | Decisão (dividida)                    | UFC Fight Night: Jacaré vs. Hermansson                  | 27/04/2019 | 3     | 5:00  | Miami, Flórida                   |                                                                   |
| Derrota | 8-6    | Randa Markos       | Finalização (chave de braço)          | UFC Fight Night: Thompson vs. Pettis                    | 23/03/2019 | 1     | 4:24  | Nashville, Tennessee             |                                                                   |
| Derrota | 8-5    | Cortney Casey      | Decisão (dividida)                    | UFC Fight Night: Gaethje vs. Vick                       | 25/08/2018 | 3     | 5:00  | Lincoln, Nebraska                |                                                                   |
| Vitória | 8-4    | Maryna Moroz       | Decisão (unânime)                     | UFC on Fox: Emmett vs. Stephens                         | 24/02/2018 | 3     | 5:00  | Orlando, Florida                 |                                                                   |
| Derrota | 7-4    | Nina Ansaroff      | Decisão (unânime)                     | UFC Fight Night: Poirier vs. Pettis                     | 11/11/2017 | 3     | 5:00  | Norfolk, Virgínia                |                                                                   |
| Vitória | 7-3    | Ashley Yoder       | Decisão (unânime)                     | The Ultimate Fighter: Redemption Finale                 | 07/07/2017 | 3     | 5:00  | Las Vegas, Nevada                |                                                                   |
| Derrota | 6-3    | Jéssica Andrade    | Decisão (unânime)                     | UFC Fight Night: Bermudez vs. Korean Zombie             | 04/02/2017 | 3     | 5:00  | Houston, Texas                   | Retorno ao UFC; Luta da Noite.                                    |
| Vitória | 6-2    | Kaline Medeiros    | Decisão (unânime)                     | Invicta FC 20: Evinger vs. Kunitskaya                   | 18/11/2016 | 5     | 5:00  | Kansas City, Missouri            | Defendeu o Cinturão Peso-Palha do Invicta FC.                     |
| Vitória | 5-2    | Lívia Renata Souza | Decisão (dividida)                    | Invicta FC 17: Evinger vs. Schneider                    | 07/05/2016 | 5     | 5:00  | Costa Mesa, Califórnia           | Ganhou o Cinturão Peso-Palha do Invicta FC; Performance da Noite. |
| Vitória | 4-2    | Stephanie Eggink   | Nocaute (soco)                        | Invicta FC 16: Hamasaki vs. Brown                       | 11/03/2016 | 2     | 2:36  | Las Vegas, Nevada                | Performance da Noite.                                             |
| Vitória | 3-2    | Alida Gray         | Nocaute Técnico (joelhada no corpo)   | Invicta FC 15: Cyborg vs. Ibragimova                    | 16/01/2016 | 1     | 1:39  | Costa Mesa, Califórnia           | Retorno ao Invicta FC; Performance da Noite.                      |
| Derrota | 2-2    | Rose Namajunas     | Finalização Técnica (mata leão em pé) | UFC 192: Cormier vs. Gustafsson                         | 03/10/2015 | 1     | 2:47  | Houston, Texas                   |                                                                   |
| Derrota | 2-1    | Tecia Torres       | Decisão (unânime)                     | UFC 188: Velasquez vs. Werdum                           | 12/06/2015 | 3     | 5:00  | Cidade do México                 |                                                                   |
| Vitória | 2-0    | Emily Kagan        | Decisão (unânime)                     | The Ultimate Fighter: A Champion Will Be Crowned Finale | 12/12/2014 | 3     | 5:00  | Las Vegas, Nevada                | Estreia no UFC; no Peso-Palha.                                    |
| Vitória | 1-0    | Stephanie Skinner  | Nocaute Técnico (joelhadas)           | USFFC 18: Metal and Mayhem                              | 26/04/2014 | 2     | 1:35  | Winston-Salem, Carolina do Norte | Estreia no peso-mosca.                                            |

### Cartel noTUF 20
| Cartel no MMA   |           |           |
| 1 luta          | 0 vitória | 1 derrota |
| Por finalização | 0         | 1         |

| Res.    | Cartel | Oponente      | Método                        | Evento                                           | Data                  | Round | Tempo | Local             | Notas           |
| ------- | ------ | ------------- | ----------------------------- | ------------------------------------------------ | --------------------- | ----- | ----- | ----------------- | --------------- |
| Derrota | 0-1    | Carla Esparza | Finalização (mata leão em pé) | The Ultimate Fighter: A Champion Will Be Crowned | 01/10/2014 (exibição) | 1     | 3:42  | Las Vegas, Nevada | Luta Preliminar |